# Shiroishi
Shiroishi (白石市?) è una città giapponese della prefettura di Miyagi.